# 札幌市立もみじ台南中学校
札幌市立もみじ台南中学校（さっぽろしりつもみじだいみなみちゅうがっこう）は、北海道札幌市厚別区もみじ台南7丁目にあった公立中学校である。

## 沿革
- 昭和54(1979)年
  - 札幌市60番目の中学校として、札幌市立もみじ台中学校から分離開校する。

- 昭和57(1982)年
  - ポートランド市マーカム中学校姉妹校調印

- 昭和58(1983)年
  - 開校5周年記念式典
  - もみじ台南中学校賛歌制定
  - 校舎増築第3期工事竣工

- 昭和63(1988)年
  - 開校10周年記念式典
  - 校舎増築第4期工事竣工

- 平成6(1994)年
  - 標準服改定

- 平成10(1998)年
  - 開校20周年記念式典

- 平成20(2008)年
  - 開校30周年記念式典

- 平成30(2018)年
  - 開校40周年記念集会

- 令和3(2021)年
  - 生徒数減少(1年生26名1学級、2年生25名1学級、3年生33名1学級)のため、令和4(2022)年3月をもって、札幌市立もみじ台中学校に統合されることが決定した[1]。

- 令和4(2022)年
  - 3月11日　閉校式が開催された。
  - 3月15日　第43回卒業証書授与式が行われた。最後の卒業生は32名。卒業生台帳は、今年度の末尾が6000番となった。
  - 3月25日　最後の修了式・離任式が行われた。

## 通学区域
以下の小学校区を通学区域とした。
- 札幌市立もみじの森小学校の一部
- 札幌市立もみじの丘小学校の一部

厚別区
- もみじ台東1丁目～7丁目
- もみじ台南1丁目～7丁目

※上記区域のうち、下記の区域は札幌市立もみじ台中学校と選択できる指定変更区域。
- もみじ台南1丁目
- もみじ台南3丁目（8番～17番）